# Patrick de Gayardon
Patrick de Gayardon (23 de janeiro de 1960, Oullins, Ródano ― 13 de abril de 1998) foi um paraquedista, skysurfer e BASE jumper francês.
De Gayardon era famoso por romper os limites do paraquedismo. Ele foi uma das primeiras pessoas a desenvolver o estilo único de skysurf, em que o paraquedista usa uma prancha para fazer manobras acrobáticas. Também fez muitas acrobacias famosas com o seu wingsuit, por vezes referido como um "terno de morcego" ("fato de morcego", em português europeu). Em 1998, Patrick morreu no Havaí durante um acidente de skydiv usando o wingsuit ao testar uma modificação para o seu recipiente de paraquedas. A sua morte é atribuída a um erro de manipulação que ele fez ao fazer a modificação.